# Articulation atlanto-axoïdienne médiane
L'articulation atlanto-axoïdienne médiane (ou articulation atlanto-odontoïdienne ou articulation atloïdo-odontoïdienne) est une des trois articulations constitutives de l'articulation atlanto-axoïdienne.

## Description
L'articulation atlanto-axoïdienne médiane est une articulation de type trochoïde.
Elle unit le processus odontoïde de l'axis à l'atlas.
Les surfaces articulaires constituent deux articulations : l'articulation atlanto-axoïdienne médiane antérieure et l'articulation atlanto-axoïdienne médiane postérieure

### Articulation atlanto-axoïdienne médiane antérieure
L'articulation atlanto-axoïdienne médiane antérieure est constituée de la facette articulaire antérieure du processus odontoïde et de la facette articulaire de la face postérieure de l'arc antérieur de l'atlas.

### Articulation atlanto-axoïdienne médiane postérieure
L'articulation atlanto-axoïdienne médiane postérieure est constituée de la facette articulaire postérieure du processus odontoïde et du ligament transverse de l'atlas.

## Ligaments
Des capsules articulaires consolident l'articulation.
A l'arrière du processus odontoïde, se trouve le ligament cruciforme de l'atlas, en forme de croix, il isole le processus du canal médullaire.
Il est constitué du ligament transverse tendu entre les deux masses latérales de l'atlas et formant une concavité antérieure recevant la face postérieure du processus odontoïde.
Au milieu du ligament transverse, deux ligaments longitudinaux émergent : un supérieur (le ligament occipito-transversaire) et un inférieur (le ligament transverso-axoïdien).
Le ligament occipito-transversaire se termine sur le bord antérieur du foramen magnum.
Le ligament transverso-axoïdien se termine sur la face postérieure du corps de l'axis.
Les membranes atlanto-axoïdienne antérieure et atlanto-axoïdienne postérieure contribuent également à la cohésion entre les deux vertèbres cervicales. Le premier est tendu entre le bord inférieur de l'arc antérieur de l'atlas et la face antérieure du corps de l'axis, le deuxième du bord inférieur de l'arc postérieur de l'atlas et les lames de l'axis.
La stabilité de l'articulation est également renforcé
- par la membrane tectoriale en prolongement du ligament longitudinal postérieur entre la face postérieure du corps de l'axis et la partie basilaire de l'os occipital ;
- par le ligament apical de l'odontoïde entre le sommet du processus odontoïde et le bord antérieur du foramen magnum.
- par les ligaments alaires entre les bords latéraux du somment du processus odontoïde et les condyles occipitaux.